# Phireza
Phireza is een monotypisch geslacht van spinnen uit de  familie van de Thomisidae (krabspinnen).

## Soort
- Phireza sexmaculata Simon, 1886